# ファンタジアン
ファンタジアン（Fantasian）は1985年にクリスタルソフト（XTALSOFT）が発売した8ビットパソコン用のファンタジーRPG。日本産のコンピュータRPGとしてはかなり初期の作品である。
PC-8800シリーズ（NEC）用、PC-9800シリーズ（NEC）用、X1（シャープ）とPC-8001mk2SR専用の4機種で発売された。供給メディアはカセットテープと5インチ2Dのフロッピーディスク。また、現在レトロゲームダウンロードサイトプロジェクトEGGにてWindowsへ移植したPC-8801版が販売中。

## 概要
『ウィザードリィ』シリーズを基にした3DダンジョンRPGだが、戦闘になると『ウルティマ』シリーズのようにトップビューの戦闘マップが表示され、敵の動きにあわせてプレイヤーキャラクターを移動して攻撃するリアルタイム性のあるタクティカルコンバットが繰り広げられる。このゲームは初期のファンタジーコンピュータRPGにしては珍しくキャラクターの種族や性別、職業などテーブルトークファンタジーRPGのように細かな設定をすることができた。
1988年に続編『アドヴァンスド ファンタジアン』も発売された。

## ゲームシステム

### 種族
種族は7種類ありこの中から選ぶことができる。種族や性別によって就くことができない職業もある。
Human（人間）
一般的な人間。信仰心が低い。女性は僧侶系職業には就けない。
Half Orc（ハーフオーク）
人間とオークのハーフ。盗賊系職業などに向く。
Half Elf（ハーフエルフ）
人間とエルフのハーフ。魔術師系職業などに向く。
Elf（エルフ）
ファンタジーの世界では一般にドワーフとは仲が悪いと設定されているがこのゲームでは混在が可能である。魔術師系職業などに向く。盗賊系職業にはなれない。
Dwarf（ドワーフ）
ファンタジーの世界では一般にエルフとは仲が悪いと設定されているがこのゲームでは混在が可能である。盗賊系職業や戦士系職業に向く。
Halfling（ハーフリング）
戦士系職業には就けない。
Gnome（ノーム）
大概の職業に就ける。

### 職業
職業は戦士系と盗賊系、僧侶系、魔術師系の4種類8職業がある。職業はそれぞれ下位職業と上位職業があり、下位職業のキャラクターがレベル10に達していてそれぞれの特殊アイテム（商店には売っていない）があれば上位職業に昇格することができる。このことをこのゲームではクラスチェンジと呼んでいる。クラスチェンジすると能力値は種族ごとの基本値に経験値は0になってしまう。また種族によっては上位職業になることができないこともある。
戦士系
Battler（闘士）、Fighter（戦士）。
クラスチェンジにはHelm of Aslanが必要である。
ただしHalflingは男女ともにFighterにクラスチェンジできない。
盗賊系
Thief（盗賊）、Robber（強盗）。
クラスチェンジにはCrystal Idolが必要である。
ただしHalf-Elfの女性とElfの男女はRobberにクラスチェンジできない。
僧侶系
Monk（修道士）、Clergy（牧師）。
クラスチェンジにはStaff of Sageが必要である。
ただしHumanの女性とHalf-Orcの男女はClergyにクラスチェンジできない。
魔術師系
Illusionist（幻術師）、Magician（魔術師）。
クラスチェンジにはRing of Galdが必要である。
ただしDwarfの男女とGnomeの男性はMagicianにクラスチェンジできない。

### 呪文
ファンタジアンの呪文はキャラクターのレベルが上がると同じ呪文でもMPの消費量が減少していく。またクラスチェンジし上級職業になると一部の呪文を除き効果が倍になる。
魔術系呪文
基本的に敵に対して攻撃をする呪文である。他に防御力を高める呪文などがある。魔術系クラスのキャラクターしか唱えられない。クラスチェンジすると呪文の先頭にMaが付く。
僧侶系呪文
基本的にキャラクターの回復・防御力向上・復活を行う呪文である。クラスチェンジすると一呪文の先頭にLaが付く。

### 冒険の舞台
城
キャラクターを作ったりパーティを組んだりできる。パーティは最大5人までである。
商店
アイテムの売買ができる。また、この商店で買うことができないアイテム（Mum Bladeなど）も存在する。
寺院
キャラクターの治療や復活ができる。復活は失敗することもある。またキャラクターをクラスチェンジすることができる場所でもある。
地下迷宮
地下5階まであり、地下5階には魔王ビルアデスが潜んでいる。

### このゲームの目的
このゲームの目的は地下迷宮に潜んでいる大賢者ガザールによって傷ついた魔王ビルアデス（Billades）を倒し、Elven Seedを解き放つことである。

### 操作体系
このゲームは青地に白の独自のウインドウシステムを持っていて、テンキーを中心とした操作体系となっており、名前入力以外はテンキーとその周辺のキーで操作ができるようになっていた。

## その他
『Oh!MZ』（のちに「Oh!X」と改名し現在は休刊）ではこのゲームの記事が特別に作られた。だが、この雑誌の読者投稿欄にこの記事を、ファンタジアンを流行らせようとしたものと批判する投稿が載ることがあった。またこの雑誌ではこのゲームの3D表示がこのゲームに神秘を感じさせるという評価が載ったことがあった。
このゲームは下位職業だけでもボスキャラであるビルアデスを倒すことができる。また、『ウィザードリィ』の様にクリア後もプレイし、アイテム集めを楽しんだりできる。